# Wienhauser Liedboek
Het Wienhauser Liedboek (Duits: Wienhäuser Liederbuch) is een Duits liedboek, dat door kloosterzusters uit het cisterciënzerklooster van Wienhausen in of enkele jaren vóór 1470 met de hand geschreven is.
Het is slechts een klein boekje; het bestaat uit 40 vel papier van 10 x 14 centimeter. Er staan 59 liederen in.
Van de liederen zijn de melodieën opgeschreven met neumen in zogenaamde hoefnagelnotatie. Er zijn notenbalken van vier lijnen weergegeven (zgn. kwadraatnotatie). Het liedboek is voor de geschiedenis van het Nederduits van belang, omdat 36 van de teksten van de hierin opgeschreven liederen geheel in die taal zijn gesteld. Een beïnvloeding vanuit het Middelnederlandse taalgebied op de teksten, zoals die in het boek staan, wordt niet onmogelijk geacht. Ook staan er 6 liedteksten in een mengeling van Nederduits en Latijn in, waaronder het kerstlied In dulci jubilo.
De meeste (55) in het boek opgeschreven liederen zijn religieus; ze waren bedoeld om te worden gezongen door de nonnen van het klooster. Maar in het boek staan ook vier wereldse, niet-godsdienstige, liederen. Waarschijnlijk bevat het Wienhauser liedboek de oudste bewaard gebleven tekstversie van het volkslied De vogelbruiloft.
In 1954 deed de vooraanstaande Duitse musicoloog Heinrich Sievers, die in 1932 tijdens zijn studie het oude handschrift te Wienhausen had ontdekt, een tweedelig boekwerk het licht zien, waarin een facsimile van het boekje is opgenomen. Een recentere uitgave, uit 2002, is die van Peter Kaufhold: Das Wienhäuser Liederbuch.